# Obóz koncentracyjny w Pithiviers

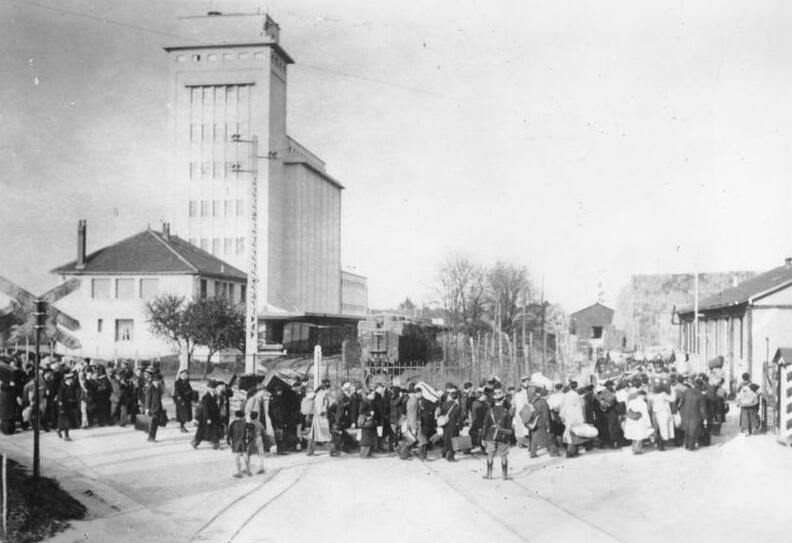
Transport Żydów do obozu w 1941

Obóz koncentracyjny w Pithiviers – francuski obóz tranzytowy utworzony przez rząd Vichy dla francuskich Żydów znajdujący się w Pithiviers, skąd więźniów kierowano do Auschwitz-Birkenau. Jeden z siedmiu obozów koncentracyjnych usytuowanych na terenie Francji podczas II wojny światowej.

## Historia
Po zajęciu Francji przez Niemców w 1941 roku w strefie okupowanej rozpoczęły się łapanki Żydów. Hitlerowcy założyli, iż francuska policja zatrzyma około 22 tys. Żydów na terenie Paryża, a następnie wywiezie ich do obozów umieszczonych wokół Paryża jak Drancy, Compiègne, Pithiviers i Beaune-la-Rolande. Akcja została jednak zrealizowana w mniejszym wymiarze i ostatecznie 16 lipca aresztowano 12 884 osoby, w tym 5082 kobiety oraz 4051 dzieci.
Do obozu utworzonego przez rząd Vichy w miejscowości Pithiviers oraz do podobnego w Beaune-la-Rolande trafiło 4000 Żydów schwytanych podczas serii łapanek przeprowadzonych w maju 1941 roku zwanych Obławą Vel d’Hiv. Z obozu w 1942 roku wyruszyło do KL Auschwitz osiem transportów z Żydami.